# Dự án Pioneer Venus

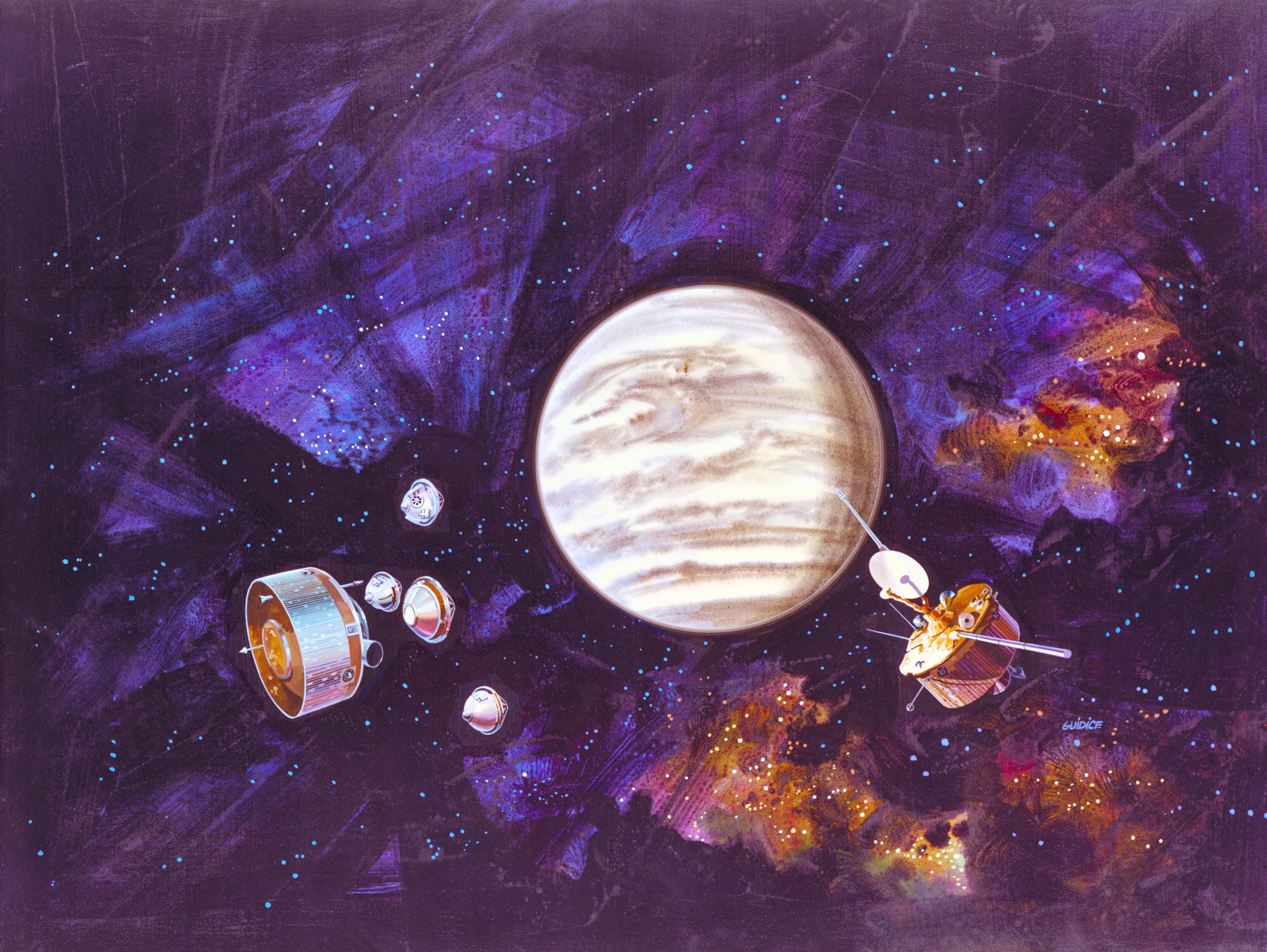
Tàu vũ trụ Pioneer Venus tại Sao Kim.

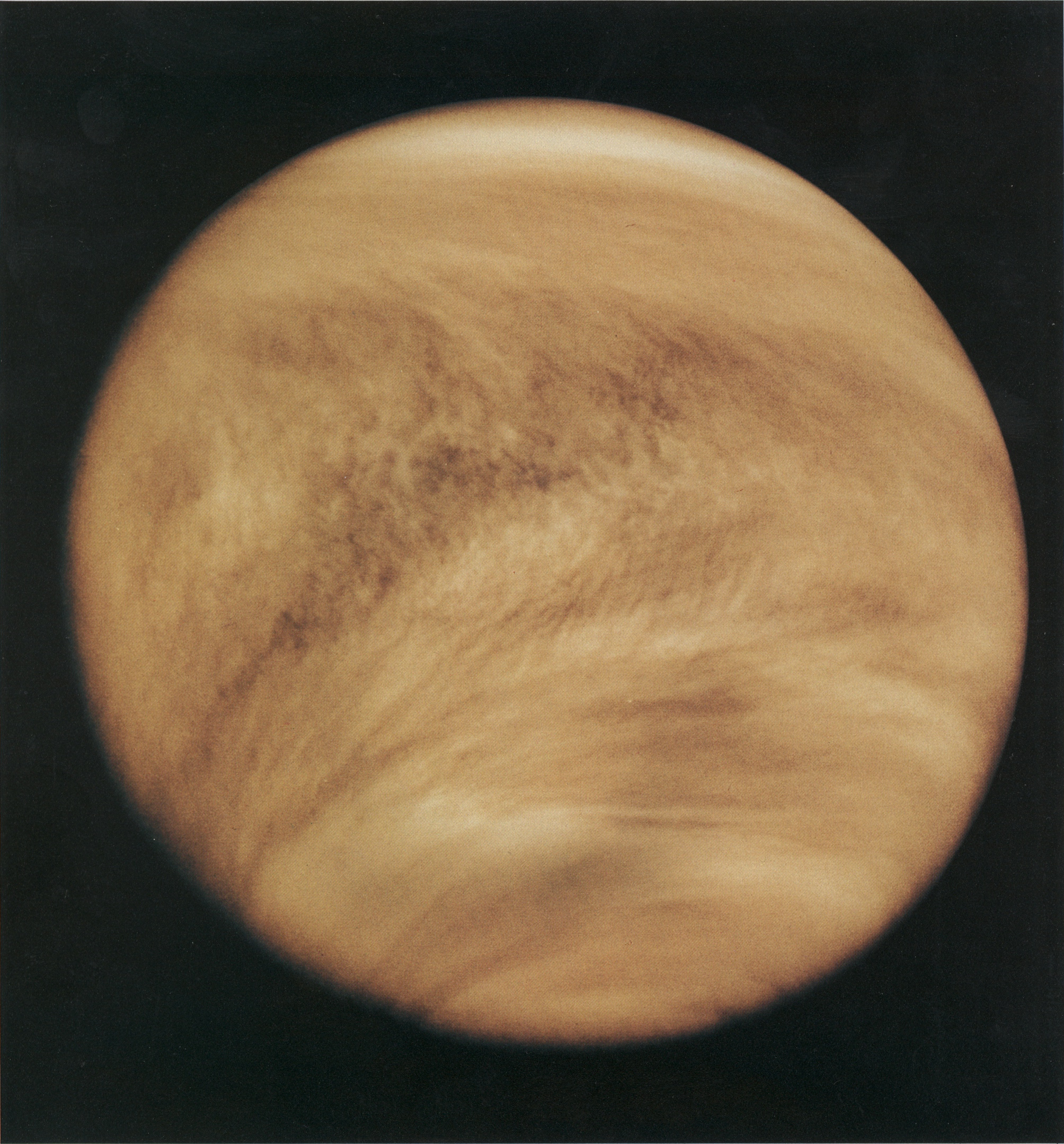
Cấu trúc đám mây trong khí quyển Sao Kim năm 1979, được mô tả bởi các quan sát tia tử ngoại của Pioneer Venus Orbiter.

Dự án Pioneer Venus là một phần của chương trình Pioneer bao gồm hai tàu vũ trụ, Pioneer Venus Orbiter và Pioneer Venus Multiprobe, được phóng lên Sao Kim vào năm 1978. Chương trình được quản lý bởi Trung tâm nghiên cứu Ames của NASA.
Pioneer Venus Orbiter đi vào quỹ đạo quanh Sao Kim vào ngày 4 tháng 12 năm 1978 và thực hiện các quan sát về đặc điểm của bầu khí quyển và bề mặt của Sao Kim. Nó tiếp tục truyền dữ liệu cho đến tháng 10 năm 1992.
Pioneer Venus Multiprobe được phóng vào ngày 8 tháng 8 năm 1978 và đã triển khai bốn tàu thăm dò nhỏ vào khí quyển Sao Kim vào ngày 9 tháng 12 năm 1978. Cả bốn tàu thăm dò đều truyền dữ liệu trong suốt quá trình hạ cánh xuống bề mặt. Một tàu thăm dò đã sống sót sau khi hạ cánh và truyền dữ liệu từ bề mặt trong hơn một giờ.